# Кришна-Чайтанья, Его жизнь и учение. Книга

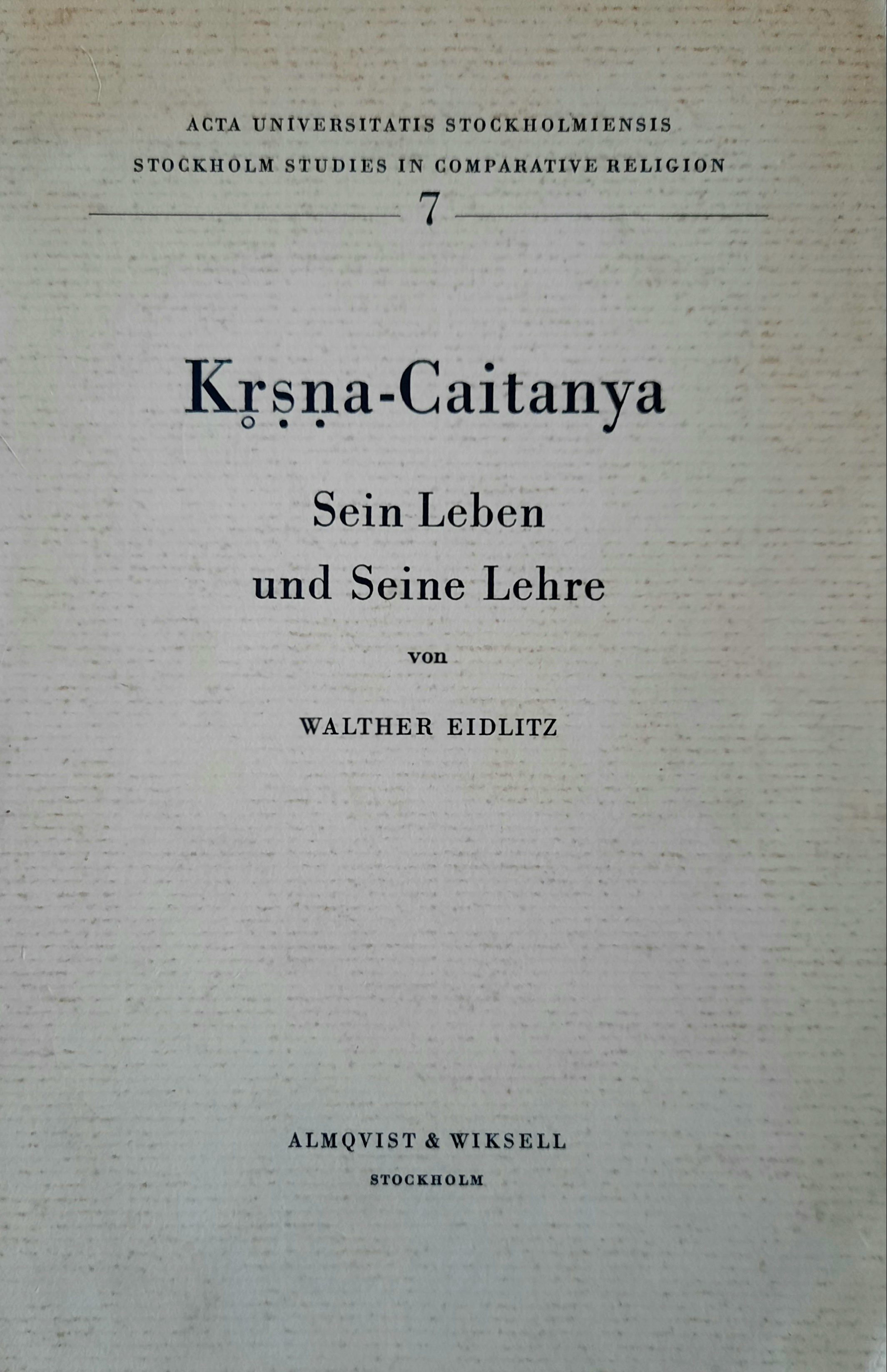
Кришна-Чайтанья, Его жизнь и учение (Krsna-Caitanya, Sein Leben und Seine Lehre) Стокгольмский университет, 1968

«Кришна-Чайтанья, Его жизнь и учение» («Кр̥ш̣н̣а-Чайтанья, тайное сокровище Индии: Его жизнь и учение») — главный труд австрийского учёного, поэта, писателя, индолога, историка религии, проповедника бхакти и гуру гаудия-вайшнавизма Вальтера Айдлица (1892—1976), известного также как Вамандас (санскрит: Vāmandās, деванагари: वामन्दास्).
Книга состоит из двух частей и описывает жизнь и учение основоположника гаудия-вайшнавизма Кришны Чайтаньи Махапрабху (1486—1534). В первой части подробно описывается его учение. Вторая часть составлена из переводов различных ранних биографий Чайтаньи и охватывает целиком всю его жизнь.
Книга была издана на немецком языке в 1968 году Стокгольмским университетом (560 стр.), в серии «Стокгольмские исследования в области сравнительного религиоведения» (Stockholm studies in comparative religion) при содействии профессоров Эрнста Арбмана (1891—1959) и Холгера Арбмана (1904—1968). Она стала первой книгой о Чайтанье на немецком языке, первым полным изложением жизни и учения Чайтаньи на европейском языке и пока что (2022) остаётся единственным переводом биографии Чайтаньи, напечатанным по университетскому заказу.
В 1975 г. за книгу «Кришна-Чайтанья» в первую очередь, а также за другие свои научные работы Вальтер Айдлиц был удостоен степени почётного доктора Лундского университета.
В 2014 году книга была опубликована на английском и шведском языках.

## Отзывы
После выхода из печати первого издания «Кришна-Чайтаньи» профессор Эрнст Бенц (1907—1978) из Марбургского университета (Германия) написал Вальтеру Айдлицу о его книге следующие слова:
«Искренне поздравляю вас с тем, что вам удалось объединить в столь прекрасном произведении результаты ваших обширных исследований в Индии и ваше глубокое понимание первоисточников, которое вообще редко встречается среди европейцев. Кроме того, я считаю большим достижением, что впервые, насколько мне позволяют судить мои познания, вами представлена реалистическая картина исторической личности Чайтаньи, поскольку в истории индийской мысли великие личности обычно обрастают мифами. Отдельной благодарности заслуживают ваши замечательные переводы учения Чайтаньи, сделавшие его доступным на немецком языке и понятным с точки зрения наших философских и религиозных представлений».
Известный индолог профессор Ян Гонда (1905—1991) из Утрехтского университета (Нидерланды) назвал «Кришна-Чайтанью» «очень ценным произведением». Историк религии, писатель и философ профессор Мирче Элиаде (1907—1986) из Чикагского университета (США) предложил Вальтеру Айдлицу напечатать «Кришна-Чайтанью» в Америке на английском. Шведский академик, гуманист и философ Альф Алберг (1892—1979) написал в своей рецензии на «Кришна-Чайтанью» следующее:
«Конечно, качество переводов должны оценивать профессиональные лингвисты, и они дают им самую высокую оценку. Более того, книга в целом признана одним из самых выдающихся произведений по истории религии, опубликованных в нашей стране за последние двадцать лет. У читателя-неспециалиста создаётся особое впечатление: и в переводах, и в других частях книги автор-учёный и автор-поэт работают в совершенной гармонии. <…> Автор книги небезызвестная личность. Ранее он уже опубликовал на шведском языке ряд увлекательных книг о своём личном опыте в Индии и об индуизме. К сожалению, эти книги уже не достать, хотя они пользуются большим спросом. Но данное произведение — opus magnum автора: плод его тридцатилетних исследований, причём девять лет были проведены им в Индии, где Айдлиц обучался у местных учителей, имея близкие дружеские отношения с выдающимися представителями традиции преданности, к которой принадлежал сам Чайтанья. И он поддерживал постоянное общение с ними все эти годы, пока жил в нашей стране».
Не только учёные-индологи, но и другие последователи гаудия-вайшнавизма тепло встретили книгу Вамандаса. Знаменитый гуру и проповедник гаудия-вайшнавизма на Западе А. Ч. Бхактиведанта Свами (1896—1977) хорошо отзывался о книге Вальтера Айдлица и называл её авторитетной:
«Вы знаете, что у меня уже есть один духовный брат из Германии [Садананда], и он повлиял на другого немецкого учёного, Ваману дасу [Вальтера Айдлица], который написал очень хорошую книгу о Господе Чайтанье на немецком».
В своей рецензии на английское издание «Кришна-Чайтаньи» исследователь гаудия-вайшнавизма и ученик А. Ч. Бхактиведанты Свами Стивен Роузен (род. 1955) пишет:
«Я помню, как много лет назад читал, что первое немецкое издание этой книги использовалось в университетах по всей Европе, и я обратил внимание, что эту книгу часто цитируют в своих книгах выдающиеся учёные по всему миру. В действительности, в те времена это была первая и единственная книга о Шри Чайтанье на европейском языке, открывшая Западу доступ к Махапрабху и Его учению, поскольку была написана академическим языком и в то же время выражала точку зрения автора-вайшнавы. <…> Поэтому, должно быть понятно, что Прабхупада [А. Ч. Бхактиведанта Свами] любил их обоих — и учителя, и ученика, то есть и Садананду, и Айдлица, и даже особенно хвалил книгу Айдлица о Шри Чайтанье. Как для ученика Шрилы Прабхупады, это для меня самая лучшая рекомендация».

## Уникальность и метод
Книга Вальтера Айдлица не просто первый западный перевод биографии Чайтаньи, к тому же изданный под эгидой университета, — «Кришна Чайтанья» представляет собой уникальную компиляцию из наиболее важных биографий Чайтаньи, которые гармонично дополняют друг друга, показывая читателю полную картину жизни Чайтаньи, начиная с описания Его спутников ещё до появления Чайтаньи на земле и вплоть до Его ухода из этого мира.
Так, изданные на английском «Шри Чайтанья, Его жизнь и заповеди» Бхактивиноды Тхакуры (1896), «Шри Кришна Чайтанья» Нишиканты Саньяла (1933), «Шри Чайтанья» Свами Б. Х. Бона (1940), «Шри Чайтанья Махапрабху» Бхакти Прадип Тиртхи (1947), «Учение Шри Чайтаньи» А. Ч. Бхактиведанты Свами (1968), «Чайтанья: Его жизнь и учение» А. К. Маджумдара (1969), «Философия и религия Шри Чайтаньи» О.Б.Л. Капура (1976) и «Жизнь и учение Шри Чайтаньи» Стивена Роузена (2017), а также изданные на французском «Чайтанья и его теория божественной любви (премы)» Сукумара Чакраварти (1933) и «Чайтанья и преданность Кришне» Роберта Сейли (1986) представляют собой изложение философии и пересказ биографии, не являясь при этом переводами.
В свою очередь, английский перевод «Чайтанья-чаритамриты», как и различные переводы таких биографий Чайтаньи, как «Чайтанья-Бхагавата», «Чайтанья-мангала» и т. д., являются лишь переводами этих отдельных биографий.
Почему же так важно было сделать именно компиляцию из разных источников? Дело в том, что авторы ранних биографий писали свои произведения в разное время и были прекрасно осведомлены о книгах, уже написанных своими предшественниками, поэтому не включали в свои произведения подробные описания тех событий, которые уже были отображены другими авторами — просто потому, что их современники точно так же были осведомлены о них, прочитав предыдущие биографии.
В случае же с западным читателем, пока ещё плохо знакомым с литературой о Чайтанье (1962), возникла необходимость создать некую универсальную книгу, собранную из нескольких биографий, взяв самые лучшие места из каждой из них — просто потому, что у западного читателя гораздо меньше возможностей прочитать сразу все основные биографии Чайтаньи и сложить их в единую картину. В этом отношении книга Вальтера Айдлица до сих пор остаётся беспрецедентной (2022).
Во вступлении к книге автор предельно ясно излагает свою методологию:
«Я намеренно отказался от критической оценки выдвигаемых авторами тезисов и сравнительного анализа их текстов. Вместо этого я попытался оживить сам дух первоисточников, чтобы заложить фундамент для беспристрастного научного произведения о Кришна-Чайтанье, которое ещё предстоит написать. Мне пришлось ограничиться книгами современников Чайтаньи и следующего поколения их учеников. <…> Хочу подчеркнуть, что содержание первой части и напечатанные мелким шрифтом пояснения во второй части отражают вовсе не моё личное мнение, а самую суть того, о чём говорится в философско-богословских разделах „Чайтанья-чаритамриты“ и многих других книг, зачастую написанных по непосредственному указанию Чайтаньи Санатаной Госвами, Рупой Госвами, Рагхунатхой Дасой и Дживой Госвами».

## Создание
Сам автор считал, что книга начала создаваться, как только он приехал в Индию в 1938 году, и работа над ней продолжалась 30 лет. Во время второй мировой войны он оказался за колючей проволокой заключённым в индийском лагере для интернированных немецких и австрийских граждан, где встретил своего бхакти-гуру, Садананду (Эрнста Георга Шульце, 1908—1977), ученика Бхактисиддханты Сарасвати (1874—1937).
В 1946 году Садананда пишет Вамандасу (Вальтеру Айдлицу): «Я думаю, нам пора сделать прекрасную книгу о Господе любви [Чайтанье] и посетить лила-бхуми [места лилы] Господа. Но знайте: реальность там гораздо хуже тех идей, которые мы воспринимаем из книг». (3.5.46)
После освобождения из лагеря Вамандас был вынужден уехать из Индии. Он обосновывается в Швеции, начинает проповедовать бхакти по радио, читает лекции, организует летние бхакти-курсы, пишет и публикует свои первые книги о бхакти. Постепенно вокруг него образуется группа сторонников и учеников. Всё это время Садананда продолжает помогать Вамандасу, посылая ему материалы для его книг, переводы из текстов священных писаний индуизма и объяснения философских и эзотерических вопросов.
В 1961 году Садананда вынужден был вернуться в Европу по состоянию здоровья. Оправившись после операции, он сразу начинает помогать Вамандасу в работе над книгой о Чайтанье. Так, в 1962 году он пишет одному своему другу: «Я надиктовал Вамандасу весь необходимый для книги о Чайтанье материал. Теперь у него есть всё, чтобы закончить книгу до Рождества». (5.4.62) Подобная активная переписка, непосредственно касающаяся работы над книгой продолжается вплоть до её издания.
Более того, если первая книга о бхакти Вамандаса «Любовь к Богу» (1955) вызвала у Садананды колоссальное недовольство, и он написал к ней несколько сотен (!) страниц исправлений, поскольку она изобиловала фундаментальными философскими ошибками, «Кришна-Чайтанья» была им досконально перепроверена, и лишь художественные и стилистические моменты вызывали у Садананды нарекания. В целом же, книга действительно получилась такой, как её когда-то задумывали.

## Содержание
Во введении описывается история создания книги. Далее приводится схема правильного произношения санскрита, включая ударения. В предисловии даётся обзор литературы о Чайтанье и описываются основные трудности, связанные с выбором первоисточников.
Книга состоит из двух частей, причём первая часть (264 страницы) является своего рода развёрнутым предисловием ко второй части. Вторая часть (287 страниц) представляет собой биографию Кришны Чайтаньи Махапрабху, составленную из переводов различных ранних биографий Кришны Чайтаньи: «Чайтанья-Бхагаваты» Вриндаваны Дасы Тхакуры (1557), «Кадачи» Мурари Гупты (1540), «Чайтанья-чандродая-натаки» Кави Карнапуры (1576), «Чайтанья-чаритамриты» Кришнадасы Кавираджи (1614), «Чайтанья-чандрамритам» Прабодхананды Сарасвати (1599) и других первоисточников. Переводы сделаны соответственно с санскрита и со средневекового бенгали преимущественно западнобенгальского диалекта. Всего в книге приводится около 3400 стихов из индуистских священных писаний.
Последователи гаудия-вайшнавизма считают Кришну Чайтанью нисшествием изначального наивысшего Бога, которым согласно их пониманию священных писаний индуизма, является божественная влюблённая пара — Радха и Кришна. Поэтому в первой части книги подробно излагается точка зрения священных писаний индуизма (Вед, Упанишад, Пуран, «Махабхараты», «Бхагавад-Гиты», «Бхагаватам» и эзотерических писаний гаудия-вайшнавизма) на сущность Бога и Его различные энергии, объясняется одновременная множественность бесконечных миров Бога, природа Его лилы (божественной игры) и Его аватар (нисшествий), описывается явление Кришны на земле и тонкости лилы Радхи и Кришны, а также объясняется процесс бхакти-йоги (бескорыстного любящего служения Богу), начиная с самых начальных ступеней и вплоть до самых совершённых. Всё это, а также подробная историческая справка представлено в первой части книги для того, чтобы в дальнейшем, читая биографию Кришны Чайтаньи, читатель мог самостоятельно идентифицировать описываемые события, не нуждаясь в дополнительных комментариях и не отвлекаясь от происходящего на страницах книги.
I. Первая часть книги состоит из четырёх разделов, постепенно подготавливающих читателя к восприятию Чайтанья-лилы. (Приводится 680 стихов из шастр.)
1. В первом даются теоретические основы понимания лилы (игры) Бога. 1.1 Вначале описывается сущность самого Бога в соответствии с «Риг-ведой», «Яджур-ведой», Упанишадами, «Гитой», «Бхагаватой», Пуранами и писаниями гаудия-вайшнав, такими как «Шикшаштака», «Хари-бхакти-виласа» и «Чайтанья-чаритамрита». 1.2 Затем согласно «Вишну-пуране» объясняется природа Его энергии (шакти). 1.2.1 В первую очередь эта энергия проявляет себя как Его личная внутренняя энергия, а именно Вишну-шакти, описываемая в соответствии с «Шветашватара-упанишадой», «Вишну-пураной», «Таттва-» и «Прити-сандарбхами» Дживы Госвами как центростремительная, влекущая к служению Богу энергия. 1.2.2 Кроме того, она проявляет себя как майя-шакти, центробежная сила, отвлекающая от служения Богу как центру всего бытия. Со всеми её аспектами и тремя гунами она описывается в соответствии с «Гитой» и «Бхагаватой». 1.2.3 Кроме того, энергия Бога проявляет себя как бесчисленные джива-атмы, то есть татастха-шакти. Положение этих мельчайших искорок сознания и их отношения (ачинтья-бхеда-абхеда) с другими аспектами энергии Бога описаны в соответствии с «Мундака-упанишадой», «Чхандогья-упанишадой», «Шветашватара-упанишадой», «Гитой», «Бхагаватой», «Брихад-бхагаватамритой», «Чайтанья-чаритамритой». 1.3. Затем согласно «Риг-веде», «Атхарва-веде», «Катха-упанишаде», «Чхандогья-упанишаде», «Брихадараньяка-упанишаде», «Тайттирия-упанишаде», «Гите», «Бхагавате», «Брахма-самхите» даётся описание вечного нематериального царства Бога, состоящего из Его личной энергии, Вишну-шакти. 1.3.1 После этого даётся описание наивысшего и самого сокровенного из царств Бога (Вриндаваны) согласно «Падма-пуране». 1.3.2 Затем в соответствии с точкой зрения Санатаны, Рупы и Дживы Госвами объясняется одновременное множество бесчисленных вездесущих вечных царств Бога (Вайкунтха), в которых Бог пребывает в своих бесчисленных вечных обликах. 1.4 После этого рассказывается о вечной лиле (игре) Бога. 1.4.1 Во-первых, объясняется так называемая внешняя лила Бога, — лила эманации, поддержания и уничтожения материальных вселенных в соответствии с «Риг-ведой», Упанишадами, «Гитой» и «Бхагаватам». 1.4.2 Далее объясняется роль архитектора вселенной Брахмы согласно «Гите», Пуранам, «Бхагавате», «Брихад-бхагаватамрите» и «Чайтанья-чаритамрите», а также четыре основополагающих стиха (так называемая чатур-шлока) «Бхагаваты» 1.4.3 Затем объясняется так называемая внутренняя, не связанная с возникновением, поддержанием и уничтожением материального мира лила Бога в соответствии с «Брахма-сутрами», «Бхагаватой», «Брахма-самхитой» и «Чайтанья-чандродаям». (Приводятся 115 стихов из шастр.)
2. Во втором разделе описывается лила Бога на Земле, когда события вечной внутренней лилы Бога периодически становятся видимыми в этом мире. 2.1 Сначала в соответствии с «Гитой», «Бхагаватам», «Гита-Говиндой», «Рамаяной», «Махабхаратой» и «Нрисимха-пурва-тапания-упанишадой» объясняется, что такое аватары Бога, когда различные облики Бога становятся видимыми в этом мире. Объясняются пуруша-аватары, гуна-аватары, манвантара-аватары, авеша-аватары и лила-аватары. Описывается лила Рамы и лила Нарасимхи, включая чрезвычайно важный с точки зрения бхакти диалог Прахлады и Нарасимхи. 2.2 Затем в соответствие с «Гитой» объясняется рождение нерождённого аватари, источника всех аватар — Кришны. 2.3 После этого даётся описание явления Кришны на Земле. Сначала в Матхуре, в соответствии с «Бхагаватой». 2.4 Затем подробное описание Его явления во Врадже, в соответствии с «Бхагаватой» и «Гопала-чампу» Дживы Госвами. 2.5 Затем в соответствии с «Бхагаватой», «Гопала-чампу» и «Ананда-Вриндавана-чампу» Кави Карнапуры даётся подробнейшее описание (фактически являющееся переводом отрывков из вышеназванных источников) в шести частях так называемой Дамодара-лилы Кришны, также связанной в первую очередь с родителями Кришны. 2.6 Затем описываются другие вечные спутники Кришны во Врадже — гопы, друзья Кришны, и гопи, возлюбленные Кришны. В соответствии с «Бхагаватой», «Бхакти-расамрита-синдху» Рупы Госвами описываются различные лилы Кришны во Вриндаване: убийство демонов, и то, какие анартхи (препятствия на пути бхакти) они собой представляют; Путана-лила, Калия-лила, Говардхана-лила и т. д. и т. д., а также Брахма-мохана-лила и молитвы Брахмы. В соответствии с «Бхагаватой» и «Чайтанья-чаритамритой» объясняется природа взаимоотношений гопи с Кришной. 2.7 Далее в соответствии с «Бхагаватой», «Гита-Говиндой» и «Чайтанья-чаритамритой» объясняется наивысшее положение Радхи среди всех гопи и смысл раса-лилы. Здесь подробно объясняются отношения Радхи и других главных гопи с Кришной. 2.8 Далее в соответствии с «Бхагаватой», «Брихад-бхагаватамритой», «Уджжвала-ниламани» Рупы Госвами и «Кришна-сандарбхой» Дживы Госвами подробно объясняется состояние Радхи в разлуке с Кришной. Описывается встреча гопи с Кришной на Курукшетре. Затем описывается возвращение Кришны во Враджу и возвращение Враджа-Кришны вместе с Его спутниками на Голоку, а также приводятся объяснения Дживы Госвами. 2.9 После этого рассказывается об Уддхаве и объясняются важнейшие для бхакти темы так называемой «Уддхава-гиты» («Бхагавата», 11), в частности о наивысшем положении гопи. 2.10 В заключении даётся определение и краткое объяснение процесса бхакти, то есть любящего служения Богу, в соответствии с тем, как она представлена в «Бхагавате». (Приводятся 395 стихов из шастр.)
3. В третьем разделе подробно описывается процесс бхакти и все его ступени. 3.1 Вначале в соответствии с «Гитой», «Бхагаватой» и «Бхакти-расамрита-синдху» бхакти отделяется от более примитивных процессов, таких как карма-йога, гьяна-йога и т. д. 3.2 Затем подробно описывается стадия садхана-бхакти (видхи-бхакти) согласно словам Кришны в «Бхагавате» и пять главных форм садхана-бхакти согласно «Бхакти-расамрита-синдху». В соответствии с «Вайшнава-тантрой» описывается самопредание бхакты Богу, то есть шаранагати. Далее шраддха, то есть вера в вечную севу (служение) Богу, описывается как семя бхакти. Постепенное развитие бхакти к Богу в Его величественном аспекте Нараяны (айшварье) из шраддхи описывается в соответствии с «Трипад-вибхути-Маханараяна-упанишадой». Развитие бхакти к Кришне (в мадхурье) описывается в соответствии со стихами «Бхагаваты» 1.2.17-21 (шраддха-ништха-асакти-према-раса). Объясняется, сколько жизней может занять процесс эволюции бхакти. 3.3 Далее в соответствии с «Бхагаватой» и «Прити-сандарбхой» Дживы Госвами объясняется следующая за асакти стадия бхава-бхакти, то есть прити, а также приводятся признаки этой стадии. 3.4 Затем согласно «Бхакти-расамрита-синдху» Рупы Госвами и «Бхакти-сандарбхе» Дживы Госвами объясняется стадия према-бхакти, пять главных стхайи-бхав и семь дополнительных, а также раса как непосредственное служение Богу во время встречи с Ним према-бхакты. 3.5 Далее раса объясняется более подробно согласно «Бхагавате». 3.5.1 Во-первых, даётся объяснение мирской расы как чувственного или эстетического переживания согласно «Агни-пуране» и «Сахитья-дарпане». Затем в соответствии с «Бхагаватой» и Дживой Госвами объясняется разница между мирской расой и чит-расой према-бхакти. Затем на основании «Тайттирия-упанишады», «Гита-Говинды», «Кадачи» Мурари Гупты и «Чайтанья-Бхагаваты» доказывается, что термин бхакти-расы не был введён Рупой Госвами, а был известен сампрадае (эзотерической традиции) задолго до явления Чайтаньи. 3.5.2 После этого в соответствии с Рупой Госвами объясняются и описываются 33 санчари-бхавы (чит-эмоции) према-бхакти. 3.5.3 Затем даётся описание восьми саттвика-бхав (внешних неконтролируемых проявлений эмоций). 3.5.4 Затем описываются 13 анубхав, то есть осознаваемых бхактой внешних проявлений эмоций, а также обсуждается вопрос имитации этих проявлений. 3.5.5 Далее объясняется термин «рагатмика-бхакти» (бхакти вечных спутников Бога) и в соответствии с «Падма-пураной», «Бхакти-расамрита-синдху» описывается процесс рагануга-бхакти как разновидности садхана-бхакти, движимой жаждой служить определённым вечным спутникам Бога. Затем согласно «Кришнахника-каумуди» Кави Карнапуры объясняется введённая Чайтаньей практика сосредоточения на двадцатичетырёхчасовой ашта-кала-лиле и в соответствии с Дживой Госвами описываются 5 уровней смараны, а также объясняется, как происходит спхурана, то есть откровение. 3.6 Далее подробно описывается дальнейшее развитие премы после обретения вечного тела в лиле Бога, в особенности премы гопи, достигающей наивысших состояний премы, а именно: самартха-према, снеха, мана, праная, рага, анурага и махабхава. Согласно «Бхагавате» и «Уджжвала-ниламани» описываются наивысшие уровни махабхавы, которых может достичь соответственно Кришна, гопи или только Радха. (Приводятся 145 стихов из шастр.)
4. В четвёртом разделе, который фактически является вступлением ко второй части, речь пойдёт непосредственно о Чайтанье. 4.1 Сначала приводится историческая справка о времени, в котором происходит лила Чайтаньи. 4.2 Затем личность Чайтаньи объясняется с точки зрения биографических первоисточников о Нём: в ходе своей лилы Чайтанья проявляет себя то как Радха и Кришна, то как Лакшми и Нараяна, то как Парвати и Шива и т. д. и т. д. Далее объясняются такие проявления Чайтаньи как гуру, бхакты Бога, Бог, Его аватары, Его пракашы (вечные экспансии Бога, обладающие большей энергией, чем аватары, как, например, Баларама) и Его шакти (энергии). Объясняется Его природа тайного аватары и какие состояния своего вечного бытия Он проявлял в различные периоды своей лилы на Земле. 4.2.1 Далее описываются важнейшие спутники Чайтаньи. 4.2.2 Затем Чайтанья описывается согласно «Чайтанья-чандрамрите» как юга-аватара кали-юги. 4.3 В заключении лила Чайтаньи объясняется в соответствии с «Чайтанья-чаритамритой» как новая вечная лила Радха-Кришны. (Приводятся 25 стихов из шастр.)
II. Вторая часть представляет собой компиляцию из переводов различных биографий Чайтаньи и состоит из трёх разделов. Переводы снабжены краткими примечаниями. (Приводится 2760 стихов из шастр.)
1. В первом описывается Его лила детства и юности. 1.1 Сначала описываются Его спутники, пришедшие на Землю раньше Него («Чайтанья-Бхагавата»). 1.2 Затем Его рождение («Чайтанья-Бхагавата», «Кадача» Мурари Гупты). 1.3 Затем Его детство («Чайтанья-Бхагавата»), включая лилу с подношением пищи Кришне, которую съел Чайтанья. 1.4 Лила отрочества («Чайтанья-Бхагавата», «Кадача» Мурари Гупты). 1.5. Его юношеская лила как молодого учёного («Чайтанья-Бхагавата»). 1.6 Лила победы над непобедимым пандитом («Чайтанья-Бхагавата»). 1.7 Лила главы семьи после женитьбы («Чайтанья-Бхагавата»), включая встречу с Тапана Мишрой, которого Он посвятил в воспевание маха-мантры. 1.8 Его вайшнавское посвящение в Гае («Чайтанья-Бхагавата»). (Приводятся 325 стихов из шастр.)
2. Во втором разделе описывается год киртаны в Навадвипе. 2.1 Лила расставания с учениками («Чайтанья-Бхагавата»). 2.2 Лилы с Адвайтой и Шривасой («Чайтанья-Бхагавата», «Чайтанья-чандродаям»). 2.3 Лила Харидасы («Чайтанья-Бхагавата»). 2.4 Лилы с Нитьянандой («Чайтанья-Бхагавата», «Чайтанья-чандродаям»). 2.5 Лила с Джагаем и Мадхаем («Чайтанья-Бхагавата»). 2.6 Лила танцевального представления, когда Чайтанья поочерёдно являет все шакти Бога («Чайтанья-Бхагавата»). 2.7 Лила наказания Адвайты за проповедь философии адвайты. («Чайтанья-Бхагавата»). 2.8 Далее описывается, как Чайтанья являлся своим различным бхактам в своих различных обликах Бога («Чайтанья-Бхагавата», «Чайтанья-чандродаям»), включая лилу наказания Мукунды за общение с майявади, лилу наказания матери Чайтаньи за оскорбление Адвайты и лилу с портным-мусульманином. 2.9 Далее описывается лила Пундарики Видьянидхи и Гададхары («Чайтанья-Бхагавата»). 2.10 Лила наказания мусульманского судьи (кази) («Чайтанья-Бхагавата»), включая наставления Чайтаньи о джапе маха-мантры и киртане имён Бога. 2.11 Чайтанья принимает санньясу («Чайтанья-Бхагавата», «Чайтанья-чандродаям»), включая историю смерти сына Шривасы и описание трагедии Его бхакт после расставания с Ним. (Приводится 605 стихов из шастр.)
3. В третьем разделе описываются последние годы лилы Чайтаньи на Земле. 3.1 После принятия санньясы Чайтанья посещает Шантипур, где встречается со всеми своими бхактами («Чайтанья-Бхагавата», «Чайтанья-чандродаям»). 3.2 Затем Он отправляется в Пури («Чайтанья-Бхагавата», «Чайтанья-чандродаям»). 3.3 По прибытии в Пури Он дарует свою милость Сарвабхауме («Чайтанья-Бхагавата», «Чайтанья-чандродаям», «Чайтанья-чаритамрита»). 3.4 Затем Он отправляется на юг и по дороге встречается с Раманандой Райей («Чайтанья-чандродаям», «Чайтанья-чаритамрита»). 3.5 Описание паломничества Чайтаньи в южную Индию («Чайтанья-чаритамрита»), включая Его встречи с последователями карма-мимансы, Шанкары, санкхьи, йоги, смартами, шиваитами, вайшнавами Шри-сампрадаи, брамином, читавшим в ананде «Гиту», Параманандой Пури, тантриками, таттва-вади, Ранга Пури, вайшнавами Рудра-сампрадаи и находку «Брахма-самхиты» и «Кришна-карнамриты». 3.6 Чайтанья дарует милость царю Пратапа Рудре («Чайтанья-чаритамрита», «Чайтанья-Бхагавата», «Чайтанья-чандродаям»), включая прибытие Сварупы Дамодары и Говинды. 3.7 Описание посещения Пури бхактами из Навадвипы («Чайтанья-Бхагавата», «Чайтанья-чаритамрита»), включая описания Чайтанья-киртаны Адвайты, прощания Чайтаньи с бхактами и освобождения всех джив во вселенной по просьбе Васудевы Датты. 3.8 Второе путешествие Чайтаньи в Бенгалию («Чайтанья-чаритамрита», «Чайтанья-Бхагавата», «Кадача» Мурари Гупты), включая Его встречу с Деванандой Пандитом, отношение Хусайн Шаха к Чайтанье, историю сына Адвайты Ачьютананды, Его встречу с матерью, а также с Рагхунатхой Дасой, с Рупой и Санатаной. 3.9 Чайтанья идёт через лес во Вриндавану («Чайтанья-чаритамрита»). 3.10 Чайтанья во Вриндаване («Кадача» Мурари Гупты, «Чайтанья-чаритамрита»). 3.11 Обучение Рупы в Праяге («Чайтанья-чаритамрита»). 3.12 Обучение Санатаны в Бенаресе («Чайтанья-чаритамрита»). 3.13 Чайтанья дарует милость санньяси-майявади в Бенаресе («Чайтанья-Бхагавата», «Чайтанья-чаритамрита»). 3.13 Очищение храма Гундичи в Пури («Чайтанья-Бхагавата», «Чайтанья-чаритамрита»), включая объяснение освобождения всех джив во вселенной, данное Чайтанье Харидасой. 3.14 Праздник колесниц Джаганнатхи («Чайтанья-чаритамрита», «Чайтанья-чандродаям»). 3.15 Личные наставления Рагхунатхе, Рупе и Санатане («Чайтанья-чаритамрита», «Вилапа-кусуманджали» Рагхунатхи Дасы Госвами), включая историю Дживы Госвами. 3.16 «Шикшаштака», восемь стихов наставлений Чайтаньи («Чайтанья-чаритамрита») с примечаниями. 3.17 Чайтанья в божественном безумии в гамбхире («Чайтанья-чаритамрита»). 3.18 Наставления Нитьянанде («Чайтанья-Бхагавата», «Чайтанья-чаритамрита»), включая разговор Чайтаньи о Его матери со Сварупой Дамодарой. 3.19 Чайтанья исчезает из этого мира («Чайтанья-чаритамрита», «Кадача» Мурари Гупты, «Чайтанья-мангала» Джаянанды, «Чайтанья-мангала» Лочаны Дасы, «Шунья-самхита» Ачьютананды, «Адвайта-пракаша» Ишана-нагары, «Чайтанья-мангала» Ишвары Дасы, «Чайтанья-чарита-махакавьям» Кави Карнапуры, «Чайтанья-чандродаям»), включая послание Адвайты Чайтанье. (Приводится 1830 стихов из шастр.)
В приложении приведена хронология (Делийский султанат, Орисса, Бенгалия, Португальская Индия, Кришна Чайтанья); изложена классификация Вед (самхиты, брахманы, араньяки, упанишады, итихасы, саттвика-, раджасика- и тамасика-пураны, упа-пураны, упа-веды, веданги, уттара-мимамса, экаяна, смрити); подробно объяснена иерархия аватар Бога по степени проявления ими божественной шакти (лила-, манвантара-, юга-, пуруша-, гуна- и авеша-аватары); дана справка относительно языка, диалекта и поэтического размера бенгальских первоисточников. Далее представлена подробная библиография с анализом подлинности использованных источников (тексты, приписываемые Чайтанье; тексты старших друзей Чайтаньи; тексты учеников Чайтаньи и их учеников, а также более поздние тексты в том числе на языке ория; всего 36 произведений) и заметки об использованной научной литературе, включая работы по истории бенгальской литературы и истории традиции Чайтаньи (всего 30 работ).

## Перевод на английский
Перевод на английский был сделан рабочей группой, состоящей из учеников Садананды и их друзей. Над переводом работали Марио Виндиш (Мандали Бхадра Дас), бывший переводчик книг А. Ч. Бхактиведанты Свами на немецкий язык, Кид Самуэллсон и Бенгт Лундборг, переводчики «Кришна-Чайтаньи» на шведский язык, и Катрин Штамм, индолог из Фленсбургского университета и хранитель архива Садананды. Вот что сами переводчики сообщают о новом издании «Кришна-Чайтаньи»:
«Перед вами исправленное издание книги Вамандаса, в которое внесены поздние исправления, сделанные самим автором, а также некоторые дополнительные комментарии и переводы из первоисточников, предоставленные его гуру, Свами Саданандой Дасой. Когда мы встречали в тексте места, требующие с нашей точки зрения пояснения, мы вставляли примечания в квадратных скобках или добавляли примечание переводчиков».

## Влияние
Помимо того, что книга Вальтера Айдлица представлена во многих университетских библиотеках и ей до сих пор охотно пользуются в студенческой и преподавательской среде, важно отметить, какое глубокое влияние книга оказывает на тех, кто интересуется индуизмом, гаудия-вайшнавизмом и бхакти на Западе, не стремясь при этом участвовать в какой-либо формально организованной религии, поскольку «Кришна-Чайтанья» представляет собой универсальный учебник бхакти, первая часть которого теоретическая, а вторая практическая. Все необходимые для практики бхакти идеи и свидетельства священных писаний (шастр) собраны здесь в одном месте и представлены в виде ясной живой структуры.
Более того, несмотря на то, что Вальтер Айдлиц пользовался достаточной популярностью и сам давал эзотерическое духовное посвящение в мантры гаудия-вайшнавизма (т. н. вайшнава-дикшу) некоторым своим друзьям, он никогда не создавал вокруг себя никакой организации. Идея передачи священного знания, так называемая бхагавата-марга, основана в его понимании, как и в понимании его гуру, Садананды, а также гуру Садананды, Бхактисиддханты и т. д., на самом духовном знании, а не на таинстве посвящения (т. н. панчаратрика-марге). Именно поэтому единственным духовным наследием Вальтера Айдлица являются его книги о бхакти и в первую очередь «Кришна-Чайтанья», венец усилий всей его жизни.
Вследствие миссионерской деятельности многих других проповедников гаудия-вайшнавизма на Западе, таких как А. Ч. Бхактиведанта Свами (1896—1977), Бхактиведанта Нараяна Махарадж (1921—2010) и т. д., интерес западного читателя к личности Чайтаньи и философии и практике бхакти продолжает расти: теперь эта тема интересует уже не только учёных. Поэтому книга Вальтера Айдлица продолжает оставаться актуальной и по сей день (2022). Первая часть книги даёт читателю своего рода теоретическую подготовку, так называемую самбандха-гьяну. Читая вторую часть, читатель может одновременно осуществлять основополагающую практику бхакти-йоги, то есть воспринимать первоисточник о лиле Бога (так называемый процесс шраваны), а также понимать и обдумывать прочитанное (так называемый процесс смараны).

## Список использованной литературы
Источники о книге «Кришна-Чайтанья, Его жизнь и учение»
Alberg, Alf (1968). Krishna Caitanya — «Indiens dolda skatt». Svenska Dagbladet 30.10.68, стр. 7 (На шведском). Альф Альберг. Статья о книге Вальтера Айдлица «Кришна-Чайтанья»
Melzer, Friso (1969). Religionswissenschaft. Theologische Literaturzeitung: Monatsschrift für das gesamte Gebiet der Theologie und Religionswissenschaft, 94 Jahrgang, стр. 189, Leipzig: Sommerlath (На немецком). Фрисо Мелцер. Рецензия на книгу Вальтера Айдлица «Кришна-Чайтанья»
Killy Literaturlexikon Autoren und Werke des deutschsprachigen Kulturraumes. (2008) Eidlitz, Walther, Vol. 3, Berlin: De Gruyter (На немецком). Энциклопедия немецкой литературы Killy, в статье о Вальтере Айдлице
Stamm, Katrin (2014). Genesis of the book. E-document: researchgate.net (На английском) О создании книги «Кришна-Чайтанья». Результат научного исследования личного архива Вальтера Айдлица индологом и лингвистом Фленсбургского университета
Rosen, Steven J. (01.07.2014). Krishna-Chaitanya, India’s Hidden Treasure, His Life and Teachings by Walther Eidlitz, Book Review. Webpage: iskconnews.org (На английском) Стивен Роузен. Рецензия на английское издание книги «Кришна-Чайтанья»
Источники по вопросам индологии:
Gonda, Jan (1977). A History of Indian Literature. Band 2 — Epics and Sanskrit religious literature Wiesbaden: Harrassowitz (На английском)
Sardella, Ferdinando (2013). Modern Hindu Personalism. The History, Life and Thought of Bhaktisiddhanta Sarasvati. Oxford: University Press. (На английском)
Jacobsen, Knut A.; Sardella, Ferdinando (2020). Handbook of Hinduism in Europa, Leiden: Brill. (На английском)
Narasingha, Swami B.G. etc. (1999). Illuminations on the Essential Meaning of Sri Gayatri. Bangalore: Gosai Publishers. (На английском)
Swami, Bhakti Vikasa (2009). Sri Bhaktisiddhanta Vaibhava. Surat: Bhakti Vikas Trust. (На английском)
Sadananda Dasa, Svami (2013). Einführung in die Grundlagen des Bhaktiyoga. E-document: sadananda.com (На немецком)
Упомянутые книги о Кришне Чайтанье:
Gupta, Murari (1945). Krishna-Chaitanya-Charitamritam. Jayapura: Mrinalakanti Ghosha. (На санскрите)
Kavikarnapura (1932). Chaitanya-Chandrodaya. Calcutta: The Baptist Mission Press. (На санскрите)
Thakura, Vrindavana Dasa (1928). Chaitanya-Bhagavata. Calcutta: Gaudiya Matha. (На бенгали)
Lochana Dasa Thakura, Chaitanya Mangala. , ed. Mrinalakanti Ghosha, Calcutta, 1948. (На бенгали)
Kaviraja, Krishnadasa (1952). Chaitanya-Charitamrita. Calcutta: Radha Govinda Natha. (На бенгали)
Sarasvati, Prabodhananda (1948). Chaitanya-Chandramritam. Vrindavana: Haridasa Shastri. (На санскрите)
Bhaktivinoda, Kedaranath (1896). Gouranga-smaranamangala, or Chaitanya Mahaprabhu, His life and precepts. Calcutta: K. Dutt. (На английском и санскрите)
Sanyal, Nisikanta (1933). Krishna Chaitanya. Madras: Swami Bhakti Hridaya Bon. (На английском)
Cakravarti, Sukumar (1933). Caitanya et sa théorie de l’amour divin (prema). Paris: Presses Universitaires de France. (На французском)
Bon, Tridandi Swami B.H. (1940). Sree Chaitanya. Calcutta: Kalika Press. (На английском)
Tirtha, Bhakti Pradip (1947). Chaitanya Mahaprabhu. Calcutta: Gaudiya Mission. (На английском)
Bhaktivedanta Swami, A.C. (1968). Teachings of Lord Chaitanya, New York: ISKCON. (На английском)
Majumdar, A.K. (1969). Chaitanya: His life and doctrine. Bombey: Bharatiya Vidya Bhavan. (На английском)
Bhaktivedanta Svami, A.C. (1974). Chaitanya Charitamrita. Hong Kong: BBT. (На английском)
Kapoor, O.B.L. (1976). The Philosophy and Religion of Sri Caitanya. New Delhi: Oude Bihari Lal. (На английском)
Sailley, Robert (1986). Chaitanya et la dévotion a Krishna. Paris: Dervy-Livres. (На французском)
Rosen, Steven J. (2017). Sri Chaitanya’s Life and Teachings. Lanham: Lexington Books. (На английском)
Источники о Вальтере Айдлице:
Sardella, Ferdinando (2003). Upplysning i ett indiskt interneringsläger-Walter Eidlitz: en konvertits andliga sökande. Gränser. Humanistdag-boken nr 16. Göteborgs universitet (На шведском) Фердинандо Сарделла. Вальтер Айдлиц: духовное просветление в индийском лагере для интернированных. Статья в университетском издании Гётеборгского университета
Samuellson, Kid; Stamm, Katrin (2012). Биография. Отношения Свами Садананды Дасы и Вальтера Айдлица (Вамандаса). Webpage: sadananda.com (На сайте доступна русская страница)
Samuellson, Kid; Stamm, Katrin (2012). Биография Свами Садананды Дасы. Webpage: sadananda.com (На сайте доступна русская страница)
Kishordas&Kalakanthidasi, Interview (07.05.2014). Swami Sadananda. E-magazine: Gaudiya Touchstone.(На английском)
Köster, Wilhelm (1953). Om att dö. Credo, № 4. Uppsala: Almqvist & Wiksell. (На шведском)
Bhaktivedanta Swami, A.C. (1968). Lecture to Indian Audience, Montreal, 28.07.1968. Lectures by Date: vanisource.org (На английском)
Bhaktivedanta Swami, A.C. (1968). Letter to Sivananda written from San Francisco, 14.09.1968. Letters by Date: vanisource.org (На английском)
Rosen, Steven J. (May/June 2020). «Aggressive Grace»: The spiritual journey of Walther Eidlitz. E-magazine: Back to Godhead Magazine. (На английском)
Книги Вальтера Айдлица и Свами Садананды Дасы:
Eidlitz, Walther (1951). Bhakta. Eine indische Odysee. Hamburg: Claassen. (На немецком)
Eidlitz, Walther (1955). Die indische Gottesliebe. Olten: Walter. (На немецком)
Eidlitz, Walther (1968). Krsna-Caitanya, Sein Leben und Seine Lehre. Stockholm: Almqwist&Wiksell. (На немецком)
Eidlitz, Walther (2014). Krsna-Caitanya, The Hidden Treasure of India: His Life and His Teachings. Umeå: h: ström — Produktion&Tryck. (На английском)
Sadananda Dasa, Svami (2015). Tender as a Flower, Hard as a Thunderbolt. Umeå: h: ström — Produktion&Tryck. (На английском)